# Wanbjokhan tchain
Wanbjokhan tchain (v originále 완벽한 타인) je jihokorejský hraný film z roku 2018, který režíroval I Če-kju podle italského filmu Naprostí cizinci z roku 2016. Snímek měl premiéru 31. října 2018.

## Děj
Manželé Sok-ho a Je-džin pozvé své přátele na večeři. Během konverzace u stolu hostitelka večera nabídne, aby si společně zahráli hru: mobilní zařízení všech se položí uprostřed stolu a všechny zprávy, e-maily a konverzace všech budou zveřejněny ostatním. Hra postupně nabírá ostřejší a temnější obrátky, jak se začínají odhalovat tajemství jejích účastníků.

## Obsazení
| Ju He-džin   | Kang Tche-su                    |
| Čo Čin-ung   | Sok-ho                          |
| I So-džin    | Ko Čun-mo                       |
| Jom Čong-a   | Su-hjon, žena Tche-sua          |
| Kim Či-su    | Je-džin, žena Sok-ha            |
| Song Ha-jun  | Se-kjong, žena Čun-ma           |
| Jun Kjong-ho | Jong-be                         |
| Či-u         | So-jong, dcera Sok-ha a Je-džin |